# Адміністративний устрій Великоберезнянського району
Адміністративний устрій Великоберезнянського району — адміністративно-територіальний поділ Великоберезнянського району Закарпатської області на 1 селищну громаду та 18 сільських рад, які об'єднують 32 населені пункти та підпорядковані Великоберезнянській районній раді. Адміністративний центр — смт Великий Березний.

## Список радВеликоберезнянського району
| №  | Назва                               | Центр                | Населені пункти                                                                                      | Площа км² | Місце за площею | Населення (2001), чол. | Місце за населенням |
| -- | ----------------------------------- | -------------------- | --- | --------- | --------------- | ---------------------- | ------------------- |
| 1  | Великоберезнянська селищна громада  | смт Великий Березний | смт Великий Березний с. Бегендяцька Пастіль с. Костева Пастіль с. Розтоцька Пастіль с. Руський Мочар |           |                 |                        |                     |
| 2  | Буківцівська сільська рада          | с. Буківцьово        | с. Буківцьово                                                                                        |           |                 |                        |                     |
| 3  | Верховино-Бистрянська сільська рада | с. Верховина-Бистра  | с. Верховина-Бистра                                                                                  |           |                 |                        |                     |
| 4  | Вишківська сільська рада            | с. Вишка             | с. Вишка                                                                                             |           |                 |                        |                     |
| 5  | Волосянківська сільська рада        | с. Волосянка         | с. Волосянка с. Луг                                                                                  |           |                 |                        |                     |
| 6  | Забрідська сільська рада            | с. Забрідь           | с. Забрідь                                                                                           |           |                 |                        |                     |
| 7  | Загорбська сільська рада            | с. Загорб            | с. Загорб с. Жорнава                                                                                 |           |                 |                        |                     |
| 8  | Костринська сільська рада           | с. Кострина          | с. Кострина с. Костринська Розтока                                                                   |           |                 |                        |                     |
| 9  | Лубнянська сільська рада            | с. Лубня             | с. Лубня                                                                                             |           |                 |                        |                     |
| 10 | Лютянська сільська рада             | с. Люта              | с. Люта                                                                                              |           |                 |                        |                     |
| 11 | Малоберезнянська сільська рада      | с. Малий Березний    | с. Малий Березний с. Завосина с. Мирча                                                               |           |                 |                        |                     |
| 12 | Смереківська сільська рада          | с. Смереково         | с. Смереково                                                                                         |           |                 |                        |                     |
| 13 | Солянська сільська рада             | с. Сіль              | с. Сіль с. Домашин                                                                                   |           |                 |                        |                     |
| 14 | Ставненська сільська рада           | с. Ставне            | с. Ставне                                                                                            |           |                 |                        |                     |
| 15 | Стричавська сільська рада           | с. Стричава          | с. Стричава с. Княгиня                                                                               |           |                 |                        |                     |
| 16 | Стужицька сільська рада             | с. Стужиця           | с. Стужиця                                                                                           |           |                 |                        |                     |
| 17 | Тихівська сільська рада             | с. Тихий             | с. Тихий с. Гусний с. Сухий                                                                          |           |                 |                        |                     |
| 18 | Ужоцька сільська рада               | с. Ужок              | с. Ужок                                                                                              |           |                 |                        |                     |
| 19 | Чорноголівська сільська рада        | с. Чорноголова       | с. Чорноголова                                                                                       |           |                 |                        |                     |

* Примітки: смт — селище міського типу, с. — село